# Waves Like
Waves Like는 재지팩트의 EP 음반이다. 2017년 5월 29일에 발매되었으며 타이틀 곡은 〈하루종일〉이다. 보너스 트랙을 포함하여 총 7곡이 수록되었다.

## 배경
2010년 Lifes Like 발매 후 두 장의 싱글을 발매했던 재지팩트는 2012년 시미 트와이스의 군입대로 활동 중단에 접어들었다. 이후 2014년 시미 트와이스의 전역 후 공연 활동을 하다 2015년부터 빈지노가 인터뷰 및 공연을 통해 재지팩트의 음반 발매 가능성을 언급하기 시작했다. 2016년 11월에는 음반 작업 중인 사실이 보도되었고, 11월 16일에는 시미 트와이스가 프로듀싱한 tvN 드라마 안투라지 수록곡 "Up Up and Away"가 발매되었다. 빈지노는 현역 입대 사실을 알리면서도 입대 직전까지 작업할 것이라며 재지팩트 음반 작업 마무리에 매진한다고 밝혔다. 빈지노는 이후 힙합엘이와의 인터뷰에서 "자신의 음반 12가 끝난 기점부터 열심히 작업하려하였으나 입대 날짜가 정해진 후부터 최근 몇 달간 집중적으로 작업했다"고 밝혔다.

음반에 컨셉에 관하여 구체적으로 정해진 것없이 파도 이미지에서 착안하여 만들었다. 또한 빈지노는 음반에 관해 군입대를 앞두고 두려움을 이기고자 하는 랩을 담았다고 밝혔다.
"저로서는 일단 제가 놓인 상황에 맞춰져 있는 거 같아요. (중략) 긍정적으로 생각하려고 했었어요. 겁이 나지만 용기를 잃지 않으려고 했어요. 그런 생각들로 무장해서 이번 앨범 작업을 했던 거 같아요."

## 작곡 및 녹음
재지팩트는 당초 2011년 싱글 "Big" 이후 2집 작업을 하였고 이미 열 트랙 정도 작업을 한 상태였다. 허나 시미 트와이스의 군입대와 빈지노의 솔로 활동이 맞물리면서 작업이 무산되었다. 시미 트와이스의 전역 후 재결성한 재지팩트는 기존 곡들을 엎고, 2015년부터 음반에 어울리는 곡들을 추리면서 Waves Like 수록곡을 작업했다고 하였으며 시미 트와이스는 인터뷰를 통해서 미니멀하게 작업하고자 했다고 밝혔다. 또한 전작과는 달리, 주된 샘플 장르가 재즈가 아닌 다양한 샘플 장르를 담았으며 현재에 서로 좋아하는 음악 장르와 리듬, 트렌드한 추구하였고 붐뱁 뿐만 아닌 트랩 음악을 수록하기도 하였다.

## 활동
이후 5월 22일 인스타그램 및 홈페이지를 통해 오는 29일에 재지팩트의 새 EP가 발매될 예정이라고 알렸다. 5월 27일에는 음반의 제목은 Waves Like이며 그와 함께 총 7곡이 실린 트랙리스트를 공개하였고, 28일에는 타이틀곡 "하루종일"의 티저를 공개하였다. 29일, 발매에 이어 빈지노가 현역 입대함으로써 다시 활동 중단을 하게 되었다. 발매 다음날, 힙합엘이와의 인터뷰가 공개되었다. 이후 시미 트와이스는 2017년 6월 힙합플레이야의 라디오 "황치와 넉치"에 피제이와 함께 출연하였다. 출연하여, 음반의 사운드를 재정비 후 피지컬 음반을 발매할 예정이라고 밝혔다.

## 수록곡
| #            | 제목                             | 작사                                   | 작곡                               | 재생 시간 |
| ------------ | -------------------------------- | -------------------------------------- | ---------------------------------- | --------- |
| 1.           | 〈Journey〉                      | 빈지노                                 | 시미 트와이스                      | 3:53      |
| 2.           | 〈Cross the Street〉             | Previn, Andre G., Previn, Dory, 빈지노 | Previn, Andre G., Previn, Dory     | 4:00      |
| 3.           | 〈하루종일〉                     | KADOMATSU TOSHIKI                      | KADOMATSU TOSHIKI                  | 3:44      |
| 4.           | 〈Young Knight〉                 | 빈지노                                 | 시미 트와이스                      | 3:28      |
| 5.           | 〈On My Wave〉 (feat. 김효은)    | Gane Timothy John, Sadier Laetitia     | Gane Timothy John, Sadier Laetitia | 4:03      |
| 6.           | 〈Don Emoji$〉                   | Marcos Valle, 빈지노                   | Marcos Valle, 시미 트와이스        | 3:14      |
| 7.           | 〈Up Up and Away〉 (Bonus Track) | 빈지노                                 | 시미 트와이스                      | 3:02      |
| 총 재생 시간 | 총 재생 시간                     | 총 재생 시간                           | 총 재생 시간                       | 25:04     |

샘플 크레딧
모든 샘플 크레딧은 음반의 보도자료에서 발췌한 것이다.
- "Cross the Street"은 패티 듀크의 "Come Live With Me"를 샘플링했다.
- 〈하루종일〉은 안리의 "Last Summer Whisper"를 샘플링했다.
- "On My Wave"는 스테레오 랩의 "The Flower Called Nowhere"를 샘플링했다.
- "Don Emoji$"는 마르코스 발레의 "Virabrequim"을 샘플링했다.

## 크레딧
모든 크레딧은 보도자료에서 발췌한 것이다.
- 빈지노 - 작사
- 시미 트와이스 - 프로듀싱
- R-EST - 레코딩 프로듀서
- 피제이 - 믹싱 프로듀서 (7번 트랙 제외)
- 닥터 고 - 믹싱 프로듀서 (7번 트랙)
- 권남우 - 마스터링
- 터널 넘버 5 - 바이올린 (5번 트랙)
- 윤갑열 - 기타 (7번 트랙)
- IAB 스튜디오 - 아트워크

## 인용
1. ↑  때로는요정, "151101 빈지노 (Beenzino) Live in 서울 - 재지팩트 앨범 발매 계획 & 잠바를 벗지 못하는 이유", 유튜브. 2015년 11월 2일.
2. ↑  힙합플레이야 (2016년 6월 17일). “힙플라디오 [황치와넉치] 제21화 #빈지노 #Beenzino #12”. 《유튜브》.
3. ↑  “[단독] 빈지노X시미 트와이스, 4년 만에 재지팩트 2집 앨범”. 2017년 5월 29일에 확인함.[깨진 링크(과거 내용 찾기)]
4. ↑  “재지팩트, '안투라지' 믹스테이프 'Up up and away'로 컴백 - 스포츠투데이 - TV보다 재밌다”. 2017년 5월 29일에 확인함.[깨진 링크(과거 내용 찾기)]
5. ↑  “[단독] 빈지노, 5월 29일 현역 입대 확정”. 2017년 5월 29일에 확인함.
6. 1 2 3 4  LE_Magazine. “[인터뷰] 재지팩트 (Jazzyfact)”. 2017년 6월 7일에 확인함.
7. 1 2  힙합플레이야 (2017년 6월 16일). “힙플라디오 "황치와넉치" 넉살&던밀스 제68화 #시미트와이스 #피제이 #재지팩트”. 《유튜브》.
8. ↑  “임성빈님의 Instagram 게시물 • 2017  5월 22 오전 6:50 UTC”. 2017년 5월 23일에 확인함.
9. ↑  “임성빈님의 Instagram 게시물 • 2017  5월 27 오전 8:29 UTC”. 2017년 5월 29일에 확인함.
10. ↑  “임성빈님의 Instagram 게시물 • 2017  5월 27 오후 3:17 UTC”. 2017년 5월 29일에 확인함.
11. ↑  “[이슈IS] 빈지노, 오늘(29일) 군입대…재지팩트 앨범 약속지켰다”. 2017년 8월 27일에 원본 문서에서 보존된 문서. 2017년 5월 29일에 확인함.
12. 1 2  “Waves Like”. 2017년 5월 29일에 확인함.